# 烏乎古鳥
烏乎古鳥（鄒語：Uhngu），是鄒族神話中的神鳥，牠在大洪水時給族人帶來了火種，拯救了族人。

## 傳說
太古時期，因為督悠匝造成了大洪水後，鄒族人逃往巴頓郭努山（Patungkuonu ，即玉山），他們在逃亡的過程中弄熄了火種，飢寒交迫之下他們拜託動物們前往遠方一座冒著煙的上取火，首先嘗試的山羌和哥有於細鳥（Kiuyisi）都因為火太燙了、燒到牠們的角和喙而把火種弄熄了，山羌的角還被火燒得有點彎曲，但輪到烏乎古鳥時，因為牠飛得很快，成功拿回了火種，為了感謝牠的貢獻，鄒族人允許牠在田裡啄食小米，失敗的哥有於細鳥只能在田邊覓食、而山羌也因為羞愧而身體變小。

## 真身
關於烏乎古鳥的真身有數種說法，最主要的說法為岩鷚或白腰文鳥。